# Права жена у Бразилу
На друштвене улоге жена у Бразилу су снажно утицале патријархалне традиције иберијске културе, која држи жене подређене мушкарцима у породичним и друштвеним односима. Иберијско полуострво, које чине Шпанија, Португал и Андора, традиционално је било културна и војна граница између хришћанства и ислама, развијајући снажну традицију за војна освајања и доминацију мушкараца. Патријархалне традиције су се лако преносиле са Иберијског полуострва у Латинску Америку кроз систем енкомијенде који је подстакао економску зависност међу женама и домородачким народима у Бразилу. Као највећа римокатоличка нација на свету, религија је такође имала значајан утицај на перцепцију жена у Бразилу, иако је током прошлог века бразилска влада све више раскидала са Католичком црквом у вези са питањима везаним за репродуктивна права.
Сматра се да Бразил поседује најорганизованији и најефикаснији женски покрет у Латинској Америци, са видљивим успехом који је постигнут током прошлог века у промовисању и заштити законских и политичких права жена. Упркос достигнућима у правима жена током прошлог века, жене у Бразилу се и даље суочавају са значајном неједнакошћу полова, која је најизраженија у руралним областима североисточног Бразила. У 2010. години, Уједињене нације су рангирале Бразил на 73. место од 169 земаља на основу Индекса родне неједнакости, који мери недостатке жена у областима репродуктивних права, оснаживања и учешћа у радној снази.
Женске покрете у Бразилу традиционално предводе и подржавају жене из више средње класе, и имају тенденцију да буду реформске, а не револуционарне природе, иако постоје јасни изузеци, посебно у погледу покрета за реформу аграрног земљишта. Иако је женама у Бразилу дато право гласа 1930-их, тек 1970-их, па надаље, шири, моћнији женски покрет завладао је у Бразилу. Бразил је 1979. године, у години њеног објављивања, потписао и ратификовао ЦЕДАВ, конвенцију Уједињених нација која има за циљ елиминисање свих облика дискриминације жена. Жене у Бразилу уживају иста законска права и дужности као и мушкарци, што је јасно изражено у 5. члану бразилског Устава из 1988. године.

## Покрет за право гласа
Жене у Бразилу су добиле право гласа 1932. године. Иако је феминистички покрет постојао у Бразилу од средине деветнаестог века и жене су тражиле да право гласа буде укључено у републикански устав из 1891. године, настојање да се добије право гласа почело је озбиљно тек под вођством феминисткиње, биологиње и правнице Берте Луц. Након објављивања чланка у водећим бразилским новинама Ревиста да Семана, који позива жене да својим достигнућима докажу своју достојност мушкарцима и организују се како би захтевали право гласа, појавиле су се различите женске организације.
Луц је основала сопствену организацију у сарадњи са америчком сифражеткињом Кери Чапмен Кет 1922. године, Бразилском федерацијом за унапређење жена, која је постала водећа организација за право гласа у Бразилу и била је повезана са Међународним савезом за право гласа. Бразилске сифражеткиње биле су писмене, професионалне жене које су чиниле само мали проценат женске популације у Бразилу, која је остала углавном неписмена. Дакле, кампања за право гласа ни у ком случају није била масовни покрет, већ је била изразито умерена по природи. Конзервативни карактер покрета за право гласа изазвао је мали отпор владе, а право гласа је прогласио Жетулио Варгас 1932. године и касније потврђен у Уставу из 1934. године.
Две године након што је женско право гласа проглашено у 5. Уставу Бразила, две жене су изабране у Конгрес, десет жена је изабрано за градоначелнице и посланице, а тридесет жена је постало одборнице у Бразилу. Иако су државни послови били доступни женама у прошлости, жене нису имале изборне позиције све док није стечено право гласа, а број жена у влади је наставио да расте током двадесетог века.

## Уставна права

### 5. Устав из 1934. године
Именована од стране Привремене владе 1933. за израду прве странице новог Устава, Берта Луц је укључила различите одредбе за промовисање једнаких права између мушкараца и жена. Не само да је женама дато једнако право да обављају државне функције и да зарађују једнаку плату за једнак рад, већ су такође добиле предност у односу на мушкарце на свим државним пословима који се односе на дом, мајчинство, децу и услове рада за жене. Преференцијални третман који је даван женама у погледу одређених државних позиција био је контроверзан у то време.

### Грађански устав из 1988. године
Грађански устав је прогласио жене једнаким мушкарцима у свим правним аспектима, експлицитно наводећи у члану 5. главе II да „мушкарци и жене имају једнака права и дужности према одредбама овог Устава.“ Национални савет за права жена, формиран 1975. године, успешно се залагао за укључивање родно свесних закона у нови устав. На предлог Савета, документу је додата клаузула којом се најављује да се земљиште подељено аграрном реформом може доделити и насловити „у име мушкарца, жене или обоје, независно од грађанског статуса“.